# Peladilla

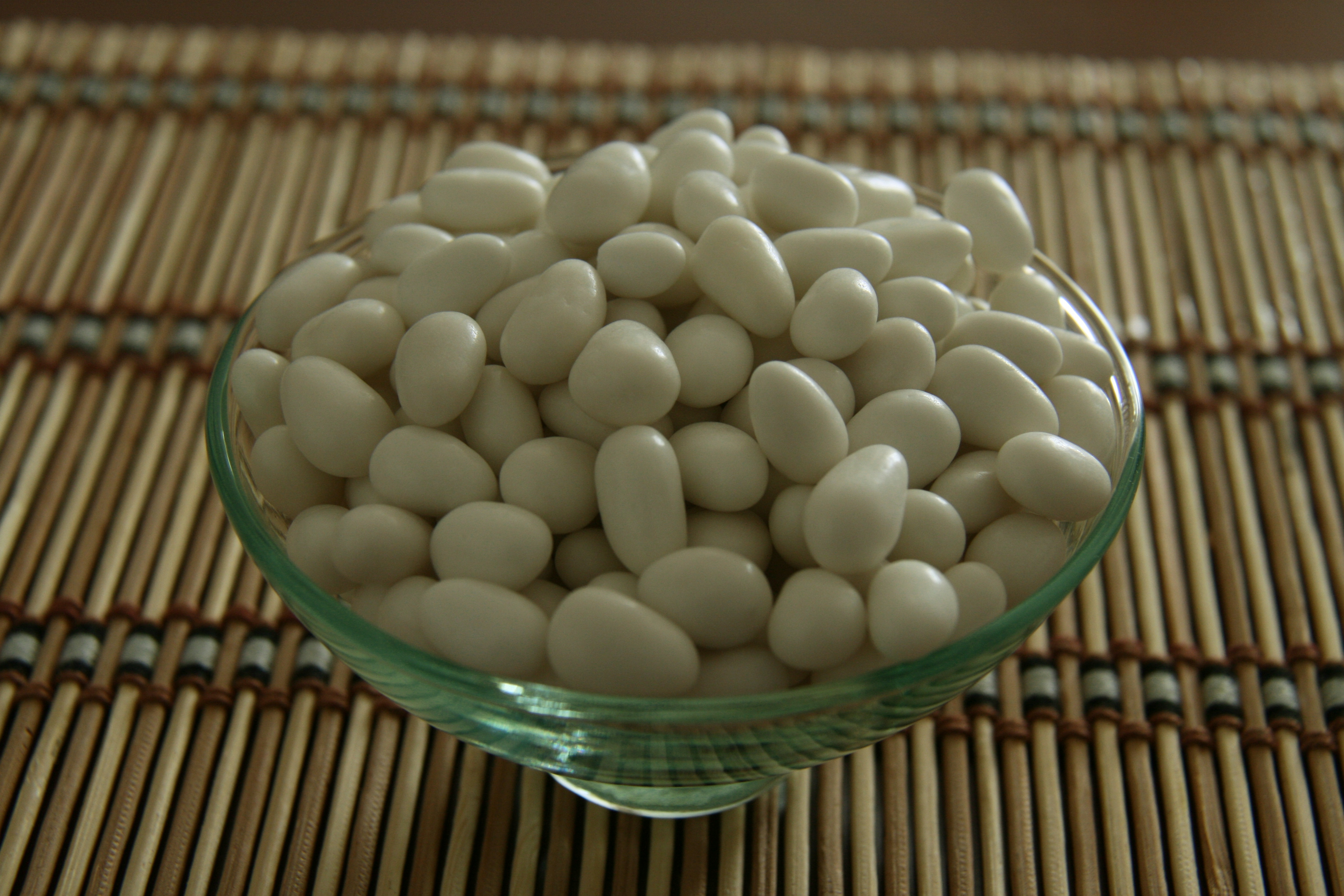
Peladillas.

Las peladillas son almendras confitadas típicas de la Comunidad Valenciana (España) que se sirven frecuentemente en un plato en las ocasiones navideñas y como regalo a los invitados en los bautizos. En Grecia se llaman koufeta, en Italia confetto y en Francia dragée. 

## Historia
La historia de este confite es antiquísima. Según algunas fuentes históricas, las peladillas ya se conocían y se utilizaban en época romana. Se cuenta que los antiguos romanos, ya las ofrecían para celebrar nacimientos y bodas, solo que en la época, no habiendo sido aún descubierto el azúcar, se cubrían las almendras con miel y harina. En el Medioevo se utilizaba la misma palabra para indicar también la fruta seca y el anís recubiertos de miel. Estos bombones eran muy apreciados por las familias nobles, que los guardaban en preciosos cofres decorados, de allí la palabra bombonera.
El origen del nombre, en italiano confetto, viene de la palabra latina confectum, es decir el participio pasado del verbo latino conficere que significa “preparado, confeccionado”.
La primera fábrica de peladillas de España fue la fábrica Emilio Reig en Alcoy, Alicante. La fábrica cerró a finales de los sesenta.

## Variedades

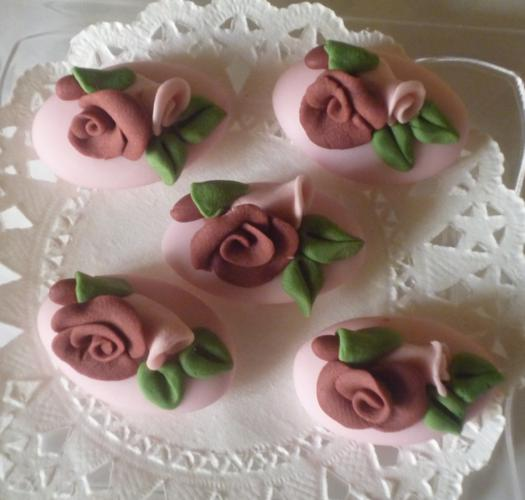
dulce mano decoradas pasta de azúcar.

Las poblaciones de Casinos en la provincia de Valencia y Alcoy en la provincia de Alicante son los centros más importantes productores de peladillas en España, contando con una tradicional manufacturación.

### Las Peladillas de Casinos
En Casinos se celebra cada último fin de semana de noviembre la Feria del Dulce Artesano, Peladillas y Turrones de Casinos, de gran popularidad a nivel autonómico por la calidad de sus productos.
La tipología de las peladillas de Casinos es variada, desde la elaboración de las peladillas tradicionales de almendra y azúcar hasta las de distintos tipos de chocolates.
La historia de la introducción en Casinos de la elaboración artesanal de peladillas y turrones se inicia en 1881 con la llegada del gallego Manuel Jarrín y su esposa Carmen Murgui (natural de la población). 
Tras el establecimiento de la industria peladillera y turronera de Casinos, las casas de los Maestros Artesanos pasaron a situarse en la Avenida de Valencia de la localidad (enclave donde pasaba la carretera que une Valencia con Ademuz y Teruel y que es el punto de paso a la comarca de Los Serranos) con objetivo de incrementar las ventas y dar a conocer sus productos. En la actualidad, la producción artesanal de peladillas y turrones es el emblema de la población.